# República de Komańcza
La República de Komancza, també coneguda com la República Lemko Oriental (Східно-Ле́мківська Республіка), va ser un nom informal d'un microestat de curta vida, una associació de trenta-tres pobles de Lemko, assentats a Komańcza a l'est de Lemkivshchyna, que va existir entre el 4 de novembre de 1918 i el 23 de gener de 1919. Va ser dirigit pel Cap del Consell (голова Повітової Української Національної Ради, Cap del powiat de la Rada Nacional d'Ucraïna) Panteleymon Shpylka.
A diferència de la coetània República de Lemko, la República de Komancza es planejava unir amb la República Popular d'Ucraïna Occidental en un estat independent ucraïnès. (La República Lemko va buscar la unificació amb la República soviètica russa). La unificació de la República Komancza i Ucraïna Occidental va ser suprimida pel govern polonès en el marc de la guerra polonesoucraïnesa.
El Tractat de Saint-Germain es va fer a l'oest de Galítsia, al riu San polonès.

## Llista de pobles que van constituir la República
| Baligród Cisna Czystogarb Przybyszów Darów Karlików Płonna Jawornik Komańcza Kulaszne Kalnica |  | Rzepedź Turzańsk Duszatyn Prełuki Maniów Morochów Moszczaniec Balnica Smolnik Wola Michowa Łupków |  | Osławica Radoszyce Dołżyca Mików Surowica Sukowate Szczawne Wysoczany Mokre Puławy Wisłok Wielki |  |